# Distrito militar Oriental
El Distrito militar Oriental, denominado oficialmente Distrito militar Oriental de Bandera Roja es un distrito militar de las Fuerzas Armadas de la Federación de Rusia que está operativo desde principios de 2024, con sede en la ciudad de Jabárovsk.
La región militar abarca un total de 11 sujetos federales rusos: Amur, Buriatia, Hebreo, Transbaikalia, Kamchatka, Magadán, Primorie, Sajá, Sajalín, Jabárovsk y Chukotka. El territorio coincide completamente con el Distrito federal de Extremo Oriente.
Aunque la última reforma del distrito militar es por el decreto presidencial N.º 141 de 26 de febrero de 2024, el distrito militar oriental existe desde el 1 de diciembre de 2010, momento en que entró en vigor Decreto del Presidente de Rusia N.º 1144 del 20 de septiembre de 2010, que transformó el Distrito militar del Extremo Oriente, en el Distrito militar oriental tras añadirle la República de Buriatia y el Krai de Transbaikalia.
En el distrito militar oriental se llevan a cabo los ejercicios militares más numerosos de las Fuerzas Armadas de Rusia. En particular, los ejercicios de 2018, conocidos como «Vostok-2018» que tuvieron lugar del 11 al 17 de septiembre de aquel año, reunieron al mayor número de tropas para unos ejercicios militares desde los ejercicios llevados a cabo por las Fuerzas Armadas Soviéticas en 1981.
El mayor cambio que ha experimentado el distrito desde el 2010, es la pérdida de la subordinación de la Flota del Pacífico en 2023.
En el inicio de la denominada por Rusia como «Operación Militar Especial» en Ucrania, el Distrito militar oriental organizó una fuerza de combate que portaba el indicativo «Este» (en ruso: Восток). Desde 2010 hasta 2022, hubo 5 comandantes nombrados. Desde el comienzo de la invasión rusa a Ucrania en 2022, ha habido 7 nombramientos de nuevos comandantes del distrito, siendo el último Andréi Ivanaev en noviembre de 2024.